# Renata Tarragó i Fàbregas
Renata Tarragó i Fàbregas (* 23. Oktober 1927 in Barcelona; † 2. August 2005 in Mataró) war eine katalanische klassische Gitarristin und Musikpädagogin. Sie war die Tochter des Gitarristen Gracià Tarragó.

## Leben und Werk
Renata Tarragó studierte am Conservatori del Liceu und am Conservatori Municipal de Música de Barcelona unter anderem bei ihrem Vater Gitarre.
Ihren ersten öffentlichen Auftritt hatte sie mit 14 Jahren. Sie war Mitglied der Agrupació de Música de Cambra Ibèrica und trat mit dieser Gruppe früh im gesamten Spanien auf. Sie hatte früh auch Auftritte in Konzerten und Radiosendungen. Die Aufgabe, die sich selbst gestellt hatte, war die Wiedergewinnung des Repertoires, das für die viola de mà und die Barockgitarre geschrieben worden und in Vergessenheit geraten war. Sie begleitete Victòria dels Àngels und Conxita Badia, mit denen sie spanische Renaissance-Musik einspielte. Sie arbeitete auch mit der Gruppe Ars Musicae de Barcelona zusammen. Ihr Repertoire umfasste Werke von Luis Milán, Alonso Mudarra und Luis de Narváez bis zu Werken von Fernando Sor und Federico Moreno Torroba. Sie spielte auch das Concierto de Castilla von Torroba und mehrere Werke von ihrem Vater Gracià Tarragó auf Tonträger ein. 1948 nahm sie an der Uraufführung von Manuel de Fallas Werk La vida breve in einem Konzert der BBC in London teil. Mit ihrem Vater führte sie auf Konzertreisen in ganz Europa katalanisches und spanisches Gitarrenrepertoire auf.
Seit 1944 wirkte sie als Professorin für Gitarre am Conservatori Municipal von Barcelona. Am Liceu erhielt sie den ersten Preis für Gitarre. 1962 vertrat sie Spanien auf dem Internationalen Gitarrenkongress in Tokyo.